# Elsa Enns
Elsa Enns (* 25. Februar 1962 in Koktjube, Kasachstan; † 9. Juli 2011 in Bonn) war eine deutsche Malerin.

## Leben
Elsa Enns wuchs zunächst in Lettland auf und siedelte dann mit ihren Eltern nach Deutschland über. In Bonn besuchte sie die Schule, anschließend studierte sie Grafik-Design an der Fachhochschule Köln.
Nach ihrem Examen 1989 begann sie als Malerin zu arbeiten. Seitdem wurden ihre Werke in zahlreichen Museen und Galerien in Deutschland und im benachbarten Ausland gezeigt. Schwerpunkte ihrer künstlerischen Arbeit waren farbintensive Porträts sowie Theaterzeichnungen und künstlerische Auseinandersetzungen mit dem in Bonn geborenen Komponisten Ludwig van Beethoven. Für das Euro Theater Central Bonn entwarf sie mehrere Bühnenbilder. 1997 erhielt sie im Rahmen der Förderung junger Künstler aus der Bundesrepublik Deutschland eine Ausstellung im Gästehaus Petersberg (Siebengebirge) bei Königswinter. 1998 gestaltete sie für die deutsche Sektion von Amnesty International den ersten Menschenrechtspreis, der in der Frankfurter Paulskirche überreicht wurde.
Elsa Enns war seit April 2006 mehrere Jahre im Vorstand des Frauenmuseum (Bonn). Nach ihrem Tod 2011 zeigte das Frauenmuseum eine Ausstellung ihrer Werke.

## Ausstellungen (Auswahl)
- 1989: Karl Ernst Osthaus-Museum, Hagen
- 1991: Filmfestival Köln
- 1991: Galerie Ignis, Köln
- 1992: Beethovenhalle Bonn
- 1994: Frauenmuseum (Bonn)
- 1997: Kongresszentrum Riga/Lettland
- 1997: Gästehaus Petersberg (Siebengebirge), Königswinter
- 2005: Frauenmuseum (Bonn)
- 2007: Beethovenfest Bonn
- 2008: Galerie 11, Köln
- 2011: Frauenmuseum (Bonn)